# Philipp Harnisch
Philipp Harnisch (* 4. Oktober 1985 in Bayreuth) ist ein deutscher Jazzmusiker (Altsaxophon, Komposition).

## Leben
Harnisch erhielt bereits als Kind nach einer musikalischen Frühausbildung klassischen Klavierunterricht. In der Mittelstufe des Musischen Gymnasiums in seiner Geburtsstadt wechselte er vom zentralen künstlerischen Fach Klavier zum Saxophon. Nach Abitur und Zivildienst wurde er 2006 in das Landesjugendjazzorchester Bayern unter Leitung von Harald Rüschenbaum aufgenommen. Von 2006 bis 2011 studierte er an der Anton Bruckner Privatuniversität Linz Jazz-Saxophon, Komposition und Instrumentalpädagogik bei Allan Praskin, Florian Bramböck, Christoph Cech, Doug Hammond, Peter O’Mara, Andi Schreiber und Harry Sokal.
Als Mitglied von Gruppen wie Deepressure Jazz Quartet, dem Double Reed Quartet oder dem Think Bigger Orchestra unter Leitung von Christoph Cech oder Klio war er europaweit tätig und auf unterschiedlichen Albenproduktionen zu hören. 2008 gründete er seine Metal-Noise-Band Arktis/Air, mit der die Tonträger Arktis/Air 2011 und En-Trance 2013 entstanden. Seit 2010 leitet er sein eigenes Quartett, mit dem er bisher drei Alben mit eigenen Kompositionen einspielte. Im Jahr 2013 gründete er mit dem Trompeter Alexander Kranabetter, dem Gitarristen Ivo Fina und dem Schlagzeuger Johannes Wakolbinger das Quartett Month of Sundays, das 2015 ein gleichnamiges Album veröffentlichte. 2018 wurde Harnisch mit seiner Band Month of Sundays für das Förderungprogramm Next Austrian Sound of Music ausgesucht, was zu internationalen Auftritten führte.
Daneben ist Harnisch Mitbegründer des Vereins hoerthoert, der seit 2013 alljährlich in Wien und seit 2015 auch parallel in Salzburg ein Festival veranstaltet. Als Mitglied des Vereins Freifeld trat er zudem als Mitveranstalter der wöchentlichen Konzertreihe „Freistunde“ in Wien auf.

## Diskographische Hinweise
- Philipp Harnisch Quartet: Handmade Emotions (vienna2day 2011, mit Elias Stemeseder, Paul Santner, Max Santner)
- Philipp Harnisch Quartet: Songs about Birds and Horses (listen closely 2012)
- Philipp Harnisch Quartet: Black Field (listen closely 2014)
- Month of Sundays: Month of Sundays (Wire Globe 2015, mit Alexander Kranabetter, Ivo Fina, Johannes Wakolbinger)
- Jakob Gnigler: Straight On, Downstairs, 2nd Door Left (col legno 2018, mit Alexander Kranabetter, Simon Frick, Judith Ferstl, Niki Dolp)